# Syngamia exigualis
Syngamia exigualis là một loài bướm đêm trong họ Crambidae.